# Línea 1 del Metro de Quito
La Línea 1 del Metro de Quito discurre entre Quitumbe (sur) y El Labrador (norte), a lo largo de 22 kilómetros, siendo la única línea del sistema metropolitano.

## Historia

### Construcción
La construcción de la línea 1 del Metro de Quito se dividió en dos etapas: la primera para construir las estaciones El Labrador y La Magdalena; la segunda y más compleja para construir el túnel, las otras 13 estaciones, los trenes y demás obras. 
La primera etapa se empezó a construir en enero de 2013, la segunda en marzo del mismo año.
Para su construcción se emplearán tres métodos: el método "Entre Pantallas" o "Cut and Cover" con el que se construyó un 24% del túnel, de forma tradicional en el centro histórico para proteger el patrimonio y los vestigios arqueológicos que se encontraron en el subsuelo, y usando una tuneladora que avanzó medio kilómetro por mes aproximadamente.

### Primera fase
Compuesta por las estaciones de transferencia La Magdalena y El Labrador, inició su construcción el 16 de enero de 2013, en la Magdalena al sur de la ciudad, luego de que el Gobierno Nacional donará terrenos que pertenecían al Ministerio de Defensa para el emplazamiento de dicha estación. La estación de El Labrador retrasó el inicio de su construcción hasta marzo de 2013, un mes después del cierre del Antiguo Aeropuerto Internacional Mariscal Sucre en cuyos predios se ubica la estación. Para el 26 de diciembre de 2013, esta fase tuvo un porcentaje de ejecución del 51%
La primera fase de construcción del Metro de Quito se licitó el 8 de julio de 2010 después de que, el 8 de mayo de ese año, el Metro de Madrid entregara los estudios definitivos de ingeniería de dicha fase. El plazo de ejecución fue de 18 meses y su presupuesto de 64,8 millones de dólares.
El 1 de noviembre de 2012 la Empresa Metro de Quito adjudicó la construcción de la primera fase del Metro a la empresa española Acciona Infraestructuras de entre 5 empresas que ofrecieron construir esta fase.

### Segunda fase
La segunda fase fue dividida en 2 partes: la primera que contempló la construcción del túnel del metro, las estaciones restantes con instalaciones completas y otras obras complementarias y la segunda para la adquisición del material rodante.
El proceso de licitación de la primera parte ha sido largo, éste empezó en noviembre de 2013 con el anuncio de que se precalificarían a empresas que estén interesadas en la construcción del metro, fue hasta abril de 2013 que Metro de Quito E.P. llamó a una precalificación de empresas interesadas, de este llamado, 7 consorcios pasaron la precalificación y de estos en noviembre de 2013, Metro de Quito E.P. informó que solo 4 habían cumplido todos los requisitos para participar en la licitación. La adjudicación de la obra está planeada para darse en el primer trimestre de 2014.
El 22 de julio de 2013, Edgar Jácome, gerente del Metro de Quito firmó un contrato con el Consorcio español GMQ, que será el asesor técnico del Metro de Quito para la construcción de la Fase 2. La licitación para la segunda parte, la adquisición y fiscalización de los 18 trenes, fue convocada el 22 de enero de 2014.

### Extensión a la Ofelia
El 10 de marzo de 2025 se anunció que 34 empresas de 16 países mostraron interés en los estudios definitivos de la ampliación del Metro de Quito. Los estudios no solo definirán la ingeniería final para la construcción de cuatro nuevas estaciones (Bicentenario, Andalucía, Rosario y Ofelia), sino que también explorarían alternativas ferroviarias hacia Calderón y fortalecerán el sistema Metro de Quito. 

## Estaciones
Las quince estaciones están ubicadas cada 1.200 y 1.300 metros (1,2 y 1,3 kilómetros), cruzando la ciudad de sur a norte en 34 minutos. A más de estas se han planificado cinco estaciones de "reserva" que podrían construirse en un futuro para adaptarse a la demanda. Según la planificación del Metro, la línea 1 en un futuro se expandirá hacia la Estación de Transferencia de La Ofelia casi en el extremo norte de la ciudad.[cita requerida]
| Estación             | Inauguración           | Ubicación                                  | Localidad                  | Acceso para discapacitados | Conexión | Tipo de estación          | Característica |
| -------------------- | ---------------------- | ------------------------------------------ | -------------------------- | -------------------------- | -------- | ------------------------- | -------------- |
| Quitumbe             | 1 de diciembre de 2023 | Av. Cóndor Ñan y Pumapungo                 | Quitumbe                   | Sí                         |          | De intercambio y terminal | Subterránea    |
| Morán Valverde       | 1 de diciembre de 2023 | Av. Rumichaca Ñan y Av. Morán Valverde     | Quitumbe y Solanda         | Sí                         | De paso  | Normal                    | Subterránea    |
| Solanda              | 1 de diciembre de 2023 | Av. Ajaví y Benancio Estandoque            | Solanda y San Bartolo      | Sí                         | De paso  | Normal                    | Subterránea    |
| Cardenal de la Torre | 1 de diciembre de 2023 | Av. Cardenal de la Torre y Vicente Reyes   | San Bartolo                | Sí                         | De paso  | Normal                    | Subterránea    |
| El Recreo            | 1 de diciembre de 2023 | Av. Pedro Vicente Maldonado y Moraspungo   | Chimbacalle y La Magdalena | Sí                         |          | De intercambio            | Subterránea    |
| La Magdalena         | 1 de diciembre de 2023 | Av. Rodrigo de Chávez y Jacinto Collahuazo | Chimbacalle                | Sí                         |          | De intercambio            | Subterránea    |
| San Francisco        | 1 de diciembre de 2023 | Av. Benalcázar y Antonio José de Sucre     | Centro Histórico           | Sí                         | De paso  | Normal                    | Subterránea    |
| La Alameda           | 1 de diciembre de 2023 | Av. Gran Colombia y Ramón Egas             | Itchimbia                  | Sí                         |          | Normal                    | Subterránea    |
| El Ejido             | 1 de diciembre de 2023 | Av. Patria y Av. 6 de Diciembre            | Itchimbia                  | Sí                         |          | Normal                    | Subterránea    |
| Universidad Central  | 1 de diciembre de 2023 | Av. América y Fray Antonio de Marchena     | Belisario Quevedo          | Sí                         |          | Normal                    | Subterránea    |
| Pradera              | 1 de diciembre de 2023 | Av. Eloy Alfaro e Inglaterra               | Iñaquito                   | Sí                         | De paso  | Normal                    | Subterránea    |
| La Carolina          | 1 de diciembre de 2023 | Av. Eloy Alfaro y Av. de la República      | Iñaquito                   | Sí                         | De paso  | Normal                    | Subterránea    |
| Iñaquito             | 1 de diciembre de 2023 | Av. Naciones Unidas y Japón                | Iñaquito                   | Sí                         | De paso  | Normal                    | Subterránea    |
| Jipijapa             | 1 de diciembre de 2023 | Av. Amazonas y Juan de Ascaray             | Jipijapa                   | Sí                         | De paso  | Normal                    | Subterránea    |
| El Labrador          | 1 de diciembre de 2023 | Av. Amazonas e Isaac Albéniz               | Concepción                 | Sí                         |          | De intercambio y terminal | Subterránea    |
| Bicentenario         | Planeación             |                                            | Bicentenario               | Sí                         | De paso  | Normal                    | Subterránea    |
| Andalucía            | Planeación             |                                            | Andalucía                  | Sí                         | De paso  | Normal                    | Subterránea    |
| Rosario              | Planeación             |                                            | Rosario                    | Sí                         | De paso  | Normal                    | Subterránea    |
| Ofelia               | Planeación             |                                            | Ofelia                     | Sí                         |          | De intercambio y terminal | Subterránea    |

## Material rodante
El material rodante utilizado por Metro de Quito en esta línea consiste en 22 trenes. Estos pertenecen al modelo MQ117 compuestos por 6 coches.